# مستر سكوت رايت
مستر سكوت رايت (بالإنجليزية: Scott Wright)‏ هو مصارع محترف أمريكي، ولد في 8 أغسطس 1977 في سلاتسبورغ في الولايات المتحدة.

## وصلات خارجية
- مستر سكوت رايت على موقع IMDb (الإنجليزية)